# Nový Rokytník
Nový Rokytník (německy Neu Rognitz) je místní část okresního města Trutnov. Nachází se asi 4 km na jih od Trutnova. Prochází zde silnice I/37. Jedná se o nejméně obydlenou část z 21 částí města, v roce 2009 zde bylo evidováno pouhých 20 adres. V roce 2001 zde trvale žilo 37 obyvatel. Avšak už i zde se staví nové domy a obyvatelé přibývají.
Orientaci i městskou správu dříve komplikoval fakt, že zástavba vlastně jen několika domů, navíc podél jedné silnice v délce zhruba 300 metrů leží hned ve třech katastrálních územích Starý Rokytník o výměře 14,78 km2, Střítež u Trutnova o výměře 2,9 km2 a Bojiště u Trutnova o výměře 5,09 km2. Proto byl Nový Rokytník prohlášen další samostatnou částí města a domy přečíslovány.
Ve skutečnosti se vždy jednalo o osady dvě, tou druhou je málo známá Nová Střítež. V praxi se však používal jen jeden název. Domy v obou osadách vznikaly rozptýleně postupně během stovek let, převážně jako hospodářská stavení na náhorní planině okolo důležitých pramenišť na rozvodí Úpy a Labe. Pramení zde např. Starobucký potok.
V budoucnu povede okolo Nového Rokytníku dálnice D11 a na okraji obce bude sjezd. Prozatím ještě stále není jasné, zdali bude sjezd vybudován na jihu a do Trutnova se stále bude jezdit přes zástavbu, anebo na severu.